# Hacıqabul
Hacıqabul (traslitterato in Hajigabul o Adzhikabul) è una città dell'Azerbaigian, capoluogo dell'omonimo distretto.